# 지윤
지윤(池奫, ? ∼ 1377년)은 고려 말기의 무신, 정치인, 재상이다. 본관은 충주(忠州)이다. 공민왕의 신임을 얻고, 우왕 때 문하찬성사(門下贊成事), 판판도사사(判版圖司事)가 되어 재상에 올랐다. 이성계의 사돈이며, 사위는 조선 태조의 장남 진안대군이다. 정종의 왕자인 덕천군(德泉君), 도평군(桃平君), 의평군, 선성군(宣城君), 임성군(任城君)의 외할아버지다.

## 생애
할아버지 지흡(池翕)은 문하평장사(門下平章事), 아버지 지덕명(池德溟)은 원외랑(員外郞)을 지낸 귀족이었지만 어머니가 무녀라 신분이 높지 않았다. 군졸에서 시작해 군공을 세우고, 그의 용맹함을 높이 산 공민왕에 의해 공민왕 재위 후반에는 판숭경부사(判崇敬府事)가 되었다. 이후 서북면원수 · 경상도상원수 등 출정군(出征軍)의 지휘관에 임명되기도 하였다.
우왕 즉위 초에 북원(北元)에서 사신이 오자 그는 이인임(李仁任)과 함께 사신을 맞이하고자 했고, 정도전(鄭道傳), 김구용(金九容), 이숭인(李崇仁), 권근(權近) 등이 나서서 지윤을 비난했다. 우왕 때에는 문하찬성사(門下贊成事)·판판도사사(判版圖司事) 등을 역임하였다.
찬성사(贊成事)로 서북면도원수가 되어 북원의 사신을 방비하였고, 도체찰사(都體察使)로 고려의 왕위를 찬탈하려는 심왕(瀋王) 모자의 반역을 간파하고 토벌하였으며 정방제조(政房提調)를 역임했다.
우왕 초 그는 당시의 권신(權臣)인 이인임의 심복이 되어 임견미(林堅味)·염흥방(廉興邦) 등과 한패가 되어 친원 정책을 비판하는 임박(林樸), 정도전, 정몽주, 박상충(朴尙衷) 등의 친명파, 신진사대부들을 탄압하였다. 관직과 옥(獄)을 팔아 많은 재산을 모았으며, 심복들을 대간에 배치, 그들을 사주하여 언론을 장악하고 부귀와 권세를 누렸다.
그러나 그의 아들 익겸을 왜구 토벌의 지휘관으로 파견하는 문제 등으로 점차 이인임과 사이가 나빠졌는데, 기회를 엿보던 이인임이 지윤의 심복부하인 김승득(金承得)·이열(李悅)·화지원(華之元) 등을 정부 비방죄로 몰아 유배시키자, 이에 위기의식을 느끼고 지신사(知申事) 김윤승(金允升)과 공모하여 군사를 일으켜 거병, 이인임 · 최영 등을 제거하려고 하였으나 결국 실패하고 체포, 식솔들과 함께 처형되었다.

## 인물
지윤은 공민왕의 인정을 받아 그 지위가 재상까지 이르렀다. 그럼에도 우왕의 유모와 간통했으며 때로는 궁첩에게 뇌물을 주어 총신(寵臣)들과 연줄을 맺고는 권력을 마음대로 휘둘렀다. 또 자신의 문객을 도처에 심어 놓고서 자기에게 빌붙는 자는 임용하고 자기를 반대하는 사람은 배척하였다. 공민왕 말기 신돈 일파가 숙청되면서 신돈의 당여로 몰려 처형당한 강을성(姜乙成)의 아내를 첩으로 삼고, 강을성이 판도서에 바쳤던 금의 비용인 포목 1천 5백 필을 모두 차지했다. 또한 재상 신순(辛順)도 신돈의 친족으로 처형당했는데, 아들 지익겸(池益謙)을 신순의 딸과 결혼시켜 몰수당했던 신순의 집과 재산을 찾아내어 자기 아들에게 주었다. 지윤은 크게 세도를 부리면서 30명이나 되는 많은 첩을 거느렸는데, 그 처가가 부유한가 아닌가만을 따져서 부유하기만 하면 용모가 아름답지 않은 것은 문제삼지 않았다고 한다.
우왕 2년(1375년) 찬성사로 있을 때 왕중귀의 미망인 기씨(奇氏)를 아내로 삼으려고 여러 번 중매자를 보냈으나 기씨는 응하지 않자 자신의 사병들을 데리고 쳐들어갔다. 기씨의 종이 급히 알리며 피할 것을 귄했지만 기씨는 듣지 않고 오히려 술상을 차려 자신의 집으로 난입한 지윤을 극진히 대접하였다. 마침내 지윤이 기씨를 데리고 내실로 들어가려 할 무렵, 갑자기 기씨는 지윤의 멱살을 잡고 뺨을 치며 "재상이라는 자가 이런 강폭한 행동을 하느냐? 내 차라리 죽을지언정 네 말을 들을 줄 아는가?"라고 지윤을 꾸짖었다. 지윤은 부끄러워하며 물러가자 기씨는 최벽에게 가서 말하기를 "내가 좋은 가옥에서 살고 있으므로 지윤이 그것을 차지할 욕심에 나에게 난폭한 짓을 한 것이다. 당신은 청백정직하기로 알려졌기에 찾아와서 말한다." 하고 곧 이사하였다고 한다.

### 사후
묘는 풍덕(豊德)에 안장되었다. 그의 살아남은 세 딸은 이성계의 두 아들인 진안대군 방우와 영안대군 방과)에게 출가하였다. 훗날 조선이 개창되고 정종이 왕이 되면서 지윤은 왕실 외척이 되었지만, 《고려사》 열전에는 그를 반역자로써 반역열전에 기록하였다. 화를 면하고 살아남은 일부 자손들은 향리로 전락하였다. 후일 17세기 경 윤휴가 고향인 풍악을 방문하다가 아전 지응룡(池應龍)을 만났던 것을 기록으로 남기기도 했다.

## 가족
- 조부 : 지흡(池翕)
- 조모 : 조씨(趙氏)
  - 백부 : 지덕로(池德老)
  - 백모 : 광산 김씨
  - 부 : 지덕명(池德溟)
  - 모 : 이름 미상, 무녀
    - 정부인 : 순흥 안씨
    - 계부인 : 원주 원씨
      - 장자 : 지익겸(池益謙, ? - 1377년)
      - 자부 : 영산 신씨, 재상 신순의 딸
      - 차자 : 지득린(池得鱗)
      - 장녀 : 삼한국대부인 지씨(三韓國大夫人 池氏)
      - 장녀 사위 : 조선 태조의 장남 진안대군
        - 외손자 : 봉녕군(奉寧君) 안강공(安簡公) 이복근(李福根, ? ~ 1421년 음력 11월 3일)[4]
        - 외손녀 : 한산군주(韓山郡主, 경혜옹주)
        - 외손녀 사위 : 지돈녕부사(知敦寧府事) 이숙묘(李叔畝)

      - 차녀 : 성빈 지씨(誠嬪 池氏), 조선 태조의 차남 영안대군(→정종)의 후궁 : 충주지씨족보에는 차녀와 삼녀는 동일인(1인)으로 등재됨
        - 외손자 : 덕천군 이후생(德泉君 李厚生, 1397년 ~ 1465년)
        - 외손자 : 도평군 이말생(桃平君 李末生, 1402년 ~ 1439년)

      - 삼녀 : 숙의 지씨(淑儀 池氏), 조선 태조의 차남 영안대군(→정종)의 후궁 : 충주지씨족보에는 차녀와 삼녀는 동일인(1인)으로 등재됨
        - 외손자 : 의평군(義平君) 이원생(李元生) - 전주 이씨 의평군파 파조
        - 외손자 : 선성군(宣城君) 이무생(李茂生)
        - 외손자 : 임성군(任城君) 이호생(李好生)
        - 외손녀 : 함양옹주(咸陽翁主)

    - 첩 : 강을성의 처 등 약 30명
    - 사촌 : 지환(池桓)
      - 종질 : 지용수(池龍壽)

## 지윤이 등장하는 작품
- 《정도전》(KBS, 2014년~2014년, 배우:방형주)
- 《육룡이 나르샤》(SBS, 2015년~2016년, 배우:김하균) - 각색한 인물 '백윤'

## 같이 보기
- 신돈
- 이성계
- 조민수
- 최영
- 이인임

## 참고 문헌
- 고려사
- 고려사절요
- 동사강목